# Oldambt (commune)
Oldambt est une commune des Pays-Bas, située dans la province de Groningue. La commune a été créée le 1er janvier 2010 par la fusion des communes de Scheemda, Winschoten et Reiderland.
La nouvelle commune compte 39 543 habitants. Winschoten est la ville principale et le chef-lieu.

## Communes limitrophes
|                  | Delfzijl, Emden ( Basse-Saxe - Allemagne) | Jemgum ( Basse-Saxe - Allemagne) |
| Midden-Groningue | Oldambt                                   | Bunde ( Basse-Saxe - Allemagne)  |
| Pekela           | Westerwolde                               |                                  |

## Géographie
Le nord de la commune donne sur la baie du Dollard dans la mer des Wadden classée au patrimoine mondial de l'UNESCO.
Au centre de la commune, se trouve l'Oldambtmeer, un lac artificiel de plus de 800 ha convenant à la plaisance en petits voiliers ou yachts. Il dispose de trois marinas.

## Culture locale et patrimoine

### Personnalités liées à la commune
- Dirk Stikker (1897-1979), né à Winschoten, banquier, industriel, homme politique et diplomate néerlandais ;
- Herman Makkink (1937-2013), né à Winschoten, sculpteur ;
- Bas Jan Ader (1942-1975), né à Winschoten, artiste conceptuel, artiste de performance, photographe et cinéaste ;
- Arie Haan (1948-), né à Finsterwolde, footballeur et entraîneur ;
- Marcel Hensema (1970-), né à Winschoten, acteur, réalisateur et metteur en scène.

## Lien externe

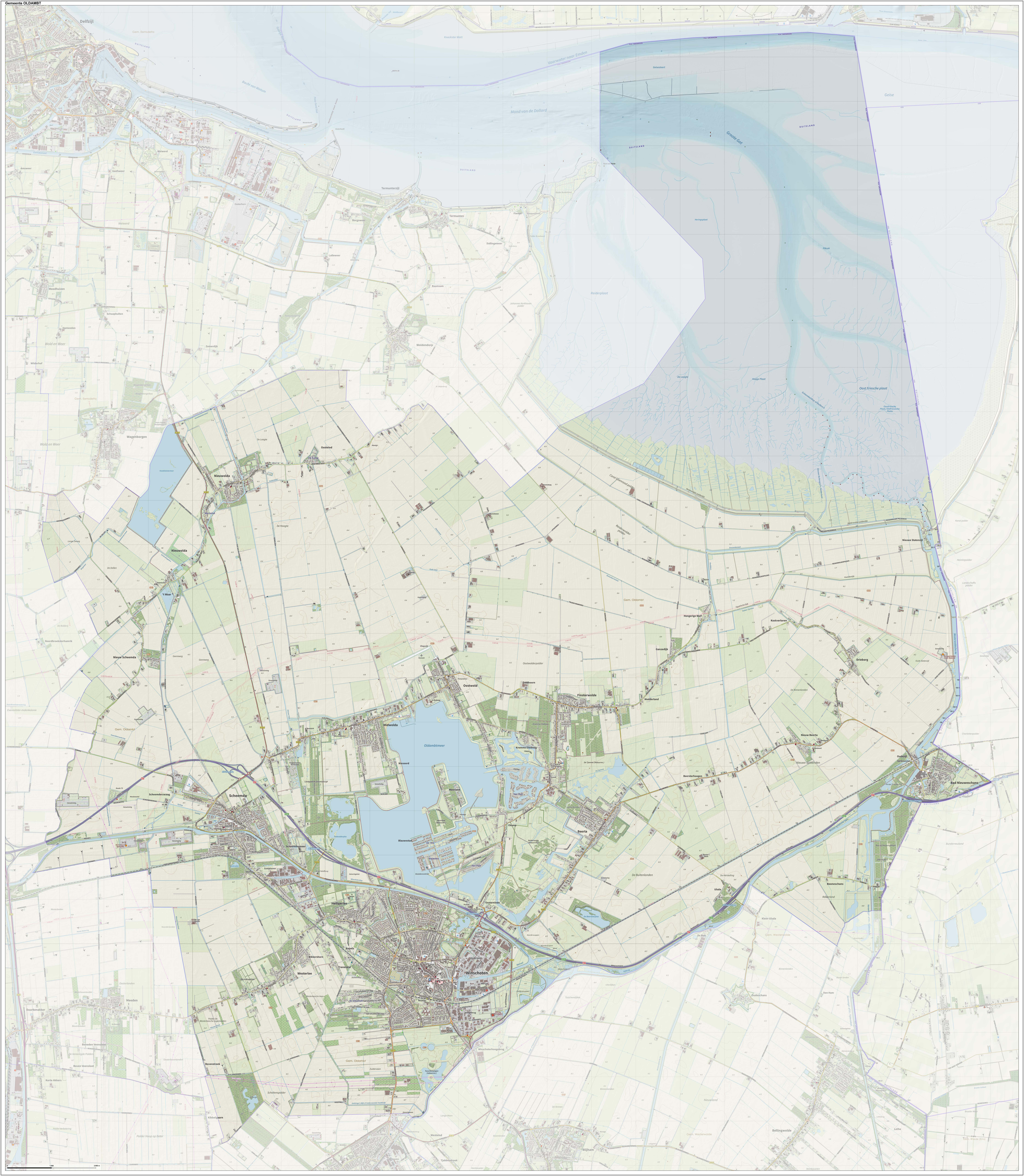
Plan détaillé de la commune de Oldambt